# Victoria (Brăila)
Victoria é uma comuna romena localizada no distrito de Brăila, na região de Muntênia. A comuna possui uma área de 72.59 km² e sua população era de 3965 habitantes segundo o censo de 2007.